# Забрама
Забрама — посёлок в Климовском районе Брянской области. Входит в Каменскохуторское сельское поселение. Расположен на реке Снов. В посёлке сохранились постройки Успенского Каменского монастыря. 
В августе 2024 года возле посёлка была пресечена Попытка захода ВСУ в Брянскую область.

## География
Забрама находится на юго-западе Брянской области, всего в 1 км от границы с Украиной. Посёлок стоит на правом берегу реки Снов. На противоположном берегу реки находится посёлок Скачок. Через реку переброшен одноколейный деревянный мост на сваях, длинной 96 метров.
В 3,5 км к западу от Забрамы находится село Каменский Хутор, центр Каменскохуторского сельского поселения, в которое входит Забрама.

## История
Первоначально посёлок назывался Подмонастырская Слободка и располагался при Каменском Успенском монастыре и входил в Куршановичскую волость, Новозыбковского уезда, Черниговской губернии. Сам Каменский Успенский монастырь был основан в 1687 году и первоначально был мужским. В 1764 году он был упразднён, а в 1786 году был восстановлен и стал женским.
В 1928 году Успенский Каменский монастырь был закрыт, решением Брянского губисполкома от 15 октября 1928 года. Каменные здания и ограду монастыря со временем стали разбирать для строительных нужд.
После войны в уцелевших зданиях монастыря располагался детский дом. В 1954 в детском доме случился пожар.
В середине XX века в Забраме действовал колхоз «Серп и молот».
Деревянный мост через Снов в начале XXI века оказался в аварийном состоянии. Взамен него был за один месяц построен и 18 октября 2012 года открыт новый мост, также деревянный.

## Население
| 1926 | 2010 | 2013 |
| ---- | ---- | ---- |
| 250  | ↘33  | ↘27  |

## Достопримечательности

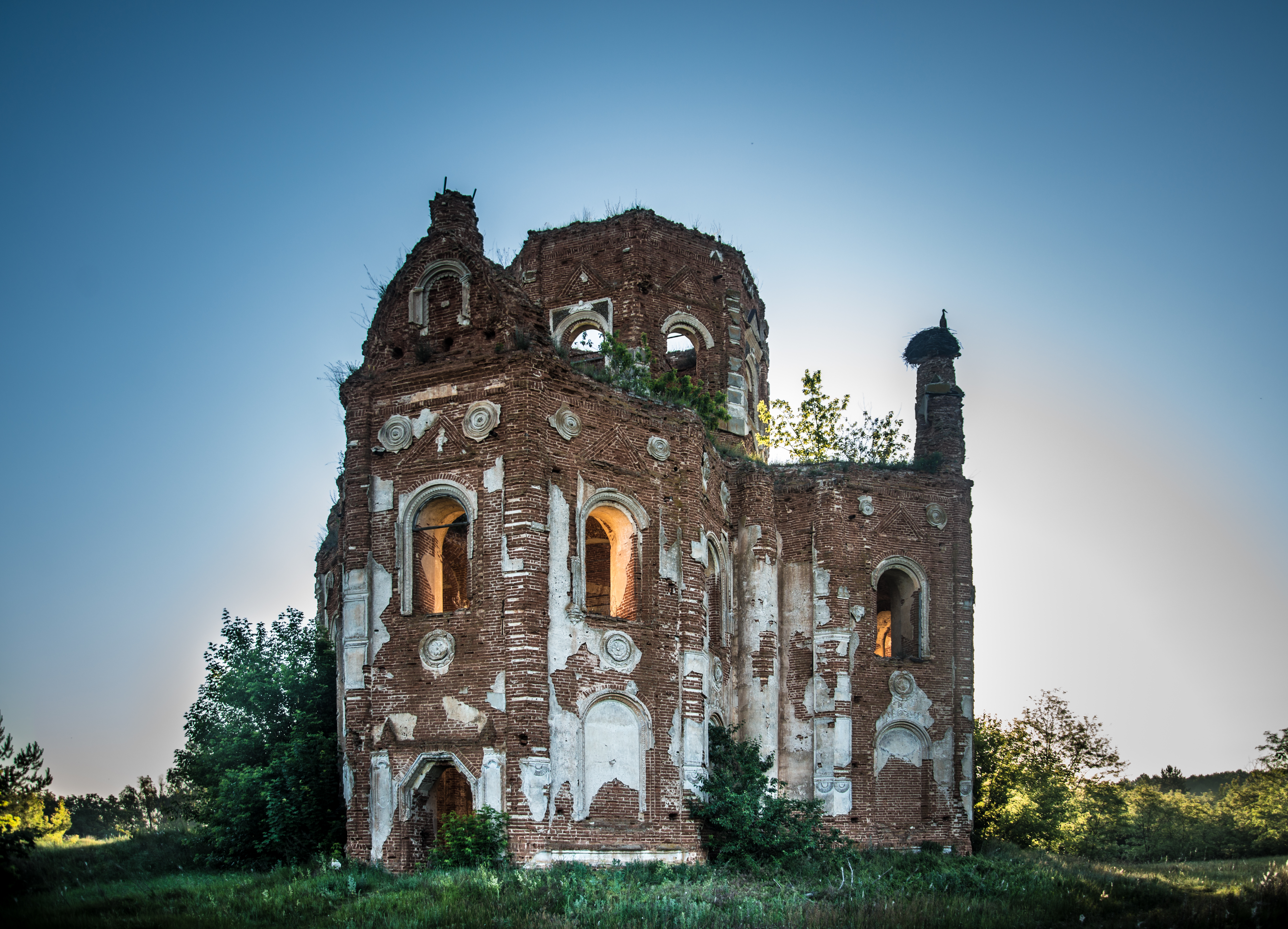
Руина Успенского собора

В посёлке сохранились некоторые постройки Успенского Каменского монастыря:
- собор Успения второй половины XVIII века, построенный в стиле украинского барокко;[7]
- колокольня середины XIX века, в стиле позднего классицизма с элементами русского стиля; в колокольне сохранилась фреска с изображением Богоматери;[8]
- монастырская ограда второй половины XVIII века сохранилась фрагментарно, два участка по сторонам от колокольни;[9]
- уцелевшие могильные плиты с монастырского погоста сейчас сложены возле собор Успения.[10]

На противоположном берегу реки Снов, в 500 метрах от монастыря, расположен родник «Монахова криница». Он объявлен государственным памятником природы областного значения.